# Ksar Rodha
Ksar Rodha ou Khirba des Zitarna est un ksar de Tunisie situé dans le gouvernorat de Tataouine.

## Localisation
Le ksar se situe dans une région de collines au pied du massif du djebel Abiodh. Son environnement est constitué de champs et d'oliveraies.

## Histoire
La date de fondation du ksar est incertaine mais devrait être antérieure au protectorat français de Tunisie.

## Aménagement
Le ksar est complètement en ruine et ne laisse rien paraître de sa structure d'origine, seul quelques voûtes étant encore visibles.